# 1975年のイギリスサルーンカー選手権
1975年のイギリスサルーンカー選手権 (1975 British Saloon Car Championship) は、イギリスサルーンカー選手権の18年目のシーズン。3月9日のマロリー・パークで開幕し、10月19日のブランズ・ハッチにおける最終戦まで全15戦で争われた。トライアンフ・ドロマイト・スプリントをドライブするアンディ・ロウズがタイトルを獲得した。

## 開催カレンダーと優勝者
複数クラスの混走による総合優勝者は太字
| ラウンド | ラウンド | サーキット                                     | 開催日   | クラス A 優勝者      | クラス B 優勝者        | クラス C 優勝者                | クラス D 優勝者        |
| -------- | -------- | ---------------------------------------------- | -------- | -------------------- | ---------------------- | ------------------------------ | ---------------------- |
| 1        | A        | マロリー・パーク                               | 3月9日   | 開催せず             | 開催せず               | ゴードン・スパイス             | リチャード・ロイド     |
| 1        | B        | マロリー・パーク                               | 3月9日   | ウィン・パーシー     | アンディ・ロウズ       | 開催せず                       | 開催せず               |
| 2        | 2        | ブランズ・ハッチ                               | 3月16日  | ジェニー・ビレル     | アンディ・ロウズ       | ホルマン「レス」ブラックバーン | スチュアート・グラハム |
| 3        | A        | オウルトンパーク                               | 3月26日  | ウィン・パーシー     | アンディ・ロウズ       | 開催せず                       | 開催せず               |
| 3        | B        | オウルトンパーク                               | 3月26日  | 開催せず             | 開催せず               | ゴードン・スパイス             | スチュアート・グラハム |
| 4        | 4        | スラクストン・サーキット                       | 3月31日  | ウィン・パーシー     | アンディ・ロウズ       | ホルマン「レス」ブラックバーン | リチャード・ロイド     |
| 5        | 5        | シルバーストン・サーキット                     | 4月13日  | ウィン・パーシー     | アンディ・ロウズ       | ゴードン・スパイス             | リチャード・ロイド     |
| 6        | A        | ブランズ・ハッチ                               | 4月20日  | バーナード・ウネット | バーリー・ウィリアムズ | 開催せず                       | 開催せず               |
| 6        | B        | ブランズ・ハッチ                               | 4月20日  | 開催せず             | 開催せず               | ゴードン・スパイス             | リチャード・ロイド     |
| 7        | 7        | スラクストン・サーキット                       | 5月11日  | ウィン・パーシー     | アンディ・ロウズ       | ゴードン・スパイス             | スチュアート・グラハム |
| 8        | A        | シルバーストン・サーキット                     | 5月26日  | ウィン・パーシー     | アンディ・ロウズ       | 開催せず                       | 開催せず               |
| 8        | B        | シルバーストン・サーキット                     | 5月26日  | 開催せず             | 開催せず               | ジョン・ハンドレイ             | スチュアート・グラハム |
| 9        | A        | マロリー・パーク                               | 6月15日  | バーナード・ウネット | アンディ・ロウズ       | 開催せず                       | 開催せず               |
| 9        | B        | マロリー・パーク                               | 6月15日  | 開催せず             | 開催せず               | ゴードン・スパイス             | スチュアート・グラハム |
| 10       | 10       | スネッタートン・モーターレーシング・サーキット | 6月29日  | バーナード・ウネット | ロジャー・ベル         | ゴードン・スパイス             | スチュアート・グラハム |
| 11       | 11       | シルバーストン・サーキット                     | 7月19日  | ウィン・パーシー     | アンディ・ロウズ       | ジョン・ハンドレイ             | スチュアート・グラハム |
| 12       | A        | イングリストン                                 | 6月15日  | 開催せず             | アンディ・ロウズ       | 開催せず                       | ヴィンス・グッドマン   |
| 12       | B        | イングリストン                                 | 6月15日  | ウィン・パーシー     | 開催せず               | スチュアート・ロルト           | 開催せず               |
| 13       | A        | ブランズ・ハッチ                               | 8月25日  | ウィン・パーシー     | アンディ・ロウズ       | 開催せず                       | 開催せず               |
| 13       | B        | ブランズ・ハッチ                               | 8月25日  | 開催せず             | 開催せず               | ジョン・ハンドレイ             | ヴィンス・グッドマン   |
| 14       | 14       | オウルトンパーク                               | 9月7日   | スタン・クラーク     | ブライアン・ミュアー   | クリス・クラフト               | ヴィンス・グッドマン   |
| 15       | 15       | ブランズ・ハッチ                               | 10月19日 | ウィン・パーシー     | アンディ・ロウズ       | ジョン・ハンドレイ             | スチュアート・グラハム |

## 選手権結果
| ドライバーズランキング | ドライバーズランキング | ドライバーズランキング |
| 順位                   | ドライバー             | ポイント               |
| ---------------------- | ---------------------- | ---------------------- |
| 1                      | アンディ・ロウズ       | 78                     |
| 2                      | ウィン・パーシー       | 78                     |
| 3                      | ゴードン・スパイス     | -                      |
| 4                      | スチュアート・グラハム | -                      |

## 参照
1. ↑  “アーカイブされたコピー”. 2011年7月16日時点のオリジナルよりアーカイブ。2010年9月30日閲覧。 Official list of BTCC champions
2. ↑  http://homepage.mac.com/frank_de_jong/Pages/1975%20BSCC.html